# Davy Jones (legenda)

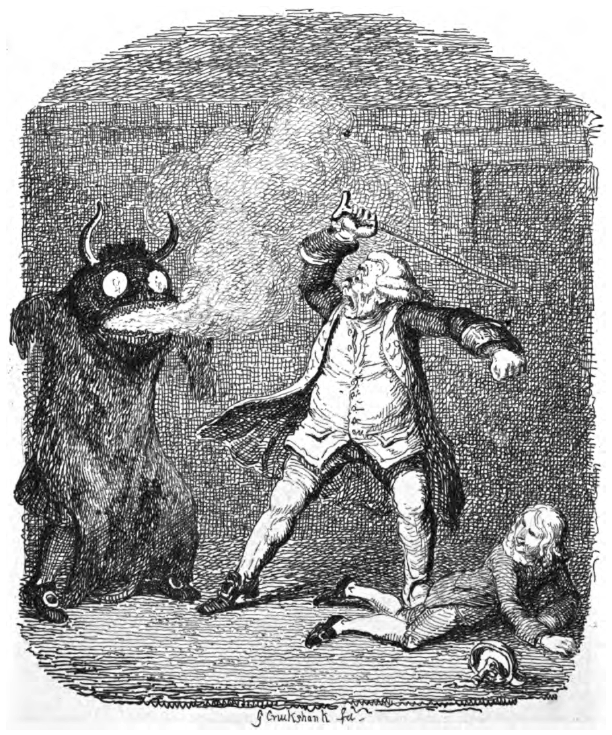
Davy Jones, morski potwór według opisu Tobiasa Smolletta w książce Przygody Peregryna Pikla (Londyn 1751), zilustrowany przez George’a Cruikshanka w 1832

Davy Jones – legendarna postać morskiego diabła, ducha lub potwora, występująca w anglosaskiej mitologii żeglarskiej.

## Legenda i historia
Etymologia imienia i pochodzenie legendy Davy’ego Jonesa nie są jednoznaczne. Określenie „Jones” pochodzi najprawdopodobniej od zniekształconego imienia biblijnej postaci Jonasza (ang. Jonah). Sam Jonasz w tradycji żeglarskiej symbolizuje osobę przynoszącą nieszczęście na morzu, co wynika z historii opowiedzianej o nim w Biblii. Uciekając przed Bogiem, Jonasz ściągnął na okręt, którym podróżował, sztorm i dopiero po wyrzuceniu go na jego własną prośbę za burtę pogoda się uspokoiła. Następnie Jonasz, połknięty przez wielką rybę, spędził w jej brzuchu trzy dni i noce, po czym wyszedł cały i zdrowy.
Imię Davy pochodzi natomiast prawdopodobnie od słowa „duppy”, używanego przez mieszkańców Jamajki pochodzenia afrykańskiego na określenie złośliwego ducha, darzonego jednak wielkim szacunkiem.
Oba te elementy, „duppy” i „Jonah”, w folklorze żeglarskim miały się połączyć w określenie złego ducha morskiego, Davy’ego Jonesa.
Istnieje też inna wersja dotycząca pochodzenia imienia Davy Jones, mówiąca o drobnym walijskim piracie, Davidzie Jonesie, grasującym na Oceanie Indyjskim. W 1636 Jones, płynąc na statku „Roebuck” i nie mogąc ujść pogoni okrętu Kompanii Wschodnioindyjskiej „Swan”, miał pozbyć się wszystkich swoich łupów, wyrzucając je do morza, aby oddalić od siebie i reszty załogi podejrzenia o zbrodniczą działalność. Wyjaśnienie to jest jednak według wielu badaczy mało prawdopodobne: Jones, który był postacią historyczną, podczas tego rejsu nie był nawet dowódcą statku i poza tym jednym zdarzeniem niczym szczególnym się w historii nie zapisał, ani nie zrobił pirackiej kariery, choć samo zdarzenie zapamiętano dobrze.
Imię David Jones nosił też ponoć pewien rabuś, grasujący wraz ze swym gangiem po londyńskich tawernach i ukrywający łupy w zamkniętej skrzyni na tyłach portowego zajazdu, aby je później załadować na statek. Określeniem „Old Davy” XVIII-wieczni marynarze nazywali natomiast diabła. Jako źródło pochodzenia legendarnej postaci Davy’ego Jonesa obie te wersje są jednak mało prawdopodobne.
Nie wiadomo dokładnie, kiedy powstała legenda, było to zapewne w okresie intensywnego rozwoju podróży morskich w XVII-XVIII wieku. Po raz pierwszy w źródłach pisanych określenie Davy Jones pojawia się w 1726, w powieści Daniela Defoe Cztery lata podróży kpt. George’a Robertsa:

Lecz teraz nie mają już żadnych rzeczy, jego zdaniem, pozbywając się wszystkich, albo oddając jako pryz, albo zaciągając je do Kuferka Davy’ego Jonesa, czyli do morza.

Występujące w tekście określenie „Kuferek Davy’ego Jonesa” (ang. Davy Jones's Locker) jest wyrażeniem idiomatycznym i w gwarze marynarskiej oznacza dno morza. „Schować coś lub kogoś w kuferku Davy’ego Jonesa” znaczy więc złożyć to na dnie oceanu (i tu warta jest wspomnienia historia pirata, Davida Jonesa i jego zatopionych skarbów) i utracić na zawsze zatopiony przedmiot. Ludzie także trafiali na dno morza, tonąc lub wyniku morskiego pogrzebu. Tradycyjny pochówek osoby, która zmarła na pokładzie jednostki pływającej, polega na wyrzuceniu ciała, zaszytego w płótno żaglowe i obciążonego, za burtę; w ten sposób zmarły także „trafiał do kuferka Davy’ego Jonesa”. Sytuację taką opisuje Washington Irving w opowiadaniu Przygody czarnego rybaka z 1824, w którym właściciel nadbrzeżnej tawerny tak komentuje nagłą śmierć w morzu nieznajomego przybysza:

„Przybył,” rzekł on, „podczas burzy, i odszedł podczas burzy; przybył w nocy, i odszedł w nocy; przybył nie wiadomo skąd, i odszedł nie wiadomo dokąd. I o ile wiem, wypłynął w morze na zawsze, a wyląduje jedynie aby nękać ludzi po tamtej stronie świata i po tysiąckroć szkoda,” dodał on, „że jeśli poszedł do kuferka Davy’ego Jonesa, to nie zostawił swojego kuferka po sobie.”

Jako dobrze opisana w literaturze postać, Davy Jones pojawia się w 1751 w powieści Tobiasa George’a Smolletta Przygody Peregryna Pikla, w której znajduje się fragment mówiący o spotkaniu niejakiego pana Trunniona z demonem:

Na Boga! Jack, możesz sobie mówić, co ci się żywnie podoba, ale niech mnie kule biją, jeśli to nie był Davy Jones we własnej osobie. Poznałem go po tych oczach niby spodki, trzech rzędach zębów, rogach i ogonie, i sinym dymie, który buchał mu z nozdrzy. Czego ta kanalia z piekła rodem chce ode mnie? Jestem pewien, żem nigdy nie dopuścił się morderstwa, z wyjątkiem tych, wynikających z mojego zawodu, ani nie skrzywdziłem nikogo, odkąd pierwszy raz wypłynąłem w morze.” Ten sam David Jones jest wedle żeglarskiej mitologii biesem, który przewodzi wszystkim złym duchom głębin i jest często widziany w różnych kształtach, kiedy przysiada na takielunku w wigilię huraganów, rozbicia okrętu czy innych katastrof, na które narażone jest życie podróżujących przez morze; ostrzegając jednocześnie oddanych sobie łajdaków, przed śmiercią lub nieszczęściem.

Nie było to jedyne możliwe wyobrażenie demona. Davy Jones pojawia się dość często w literaturze, również przygodowej. Można go znaleźć w takich książkach jak: Moby Dick albo Wieloryb Hermana Melville’a (1851), Wyspie skarbów Roberta Louisa Stevensona (1881-1882), Piotrusiu Panie Jamesa Matthew Barriego (1911), czy w noweli Król Dżumiec Edgara Allana Poe (1835).

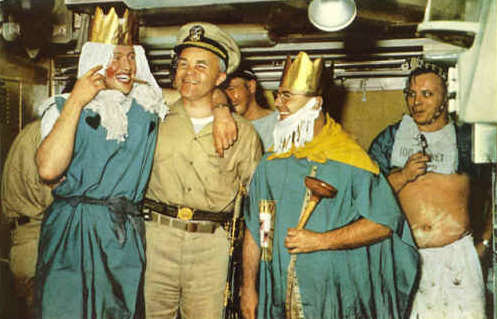
Chrzest równikowy na USS Triton 24 lutego 1960; Davy Jones po prawej od kapitana (z przepychaczem w ręku)

## Czasy współczesne
Obecnie Davy Jones wciąż funkcjonuje w kulturze marynarzy flot krajów anglojęzycznych, pojawia się jednak już tylko symbolicznie, podczas obrządku chrztu morskiego, najczęściej jednej z jego odmian, chrztu równikowego. Davy Jones jest w nim mistrzem ceremonii, odpowiednikiem Trytona, występującego we flotach innych krajów, również na pokładach polskich statków i okrętów. W gwarze marynarskiej stanowi też żartobliwe określenie wszelkiej maści duchów.
Davy Jones występuje też we współcześnie śpiewanej piosence amerykańskich marynarzy US Navy, Podnieść kotwicę (ang. Anchors Aweigh):

Stand, Navy, out to sea, Fight our battle cry;

We'll never change our course, So vicious foe

steer shy-y-y-y.

Roll out the TNT, Anchors Aweigh.

Sail on to victory

And sink their bones to Davy Jones, hooray!

Anchors Aweigh, my boys, Anchors Aweigh.

Farewell to foreign shores, we sail at break of day-ay-ay-ay-ay-ay-ay-ay-hay-ay.

Through our last night on shore, drink to the foam,

Until we meet once more,

Here's wishing you a happy voyage home.

## W filmie
Legendarny Davy Jones posłużył jako pierwowzór postaci filmowej Davy’ego Jonesa w serii Piraci z Karaibów, gdzie pojawia się w drugiej (Skrzynia umarlaka) oraz trzeciej (Na krańcu świata) części jako kapitan Latającego Holendra. Przedstawiony jest jako potwór o wyglądzie pół człowieka, pół ośmiornicy.